# Xenopoecilus oophorus
Xenopoecilus oophorus é uma espécie de peixe, endémica da Indonésia, da família Adrianichthyidae.
Encontra-se em estado pouco preocupante, de acordo com a IUCN.